# Cultura de Przeworsk

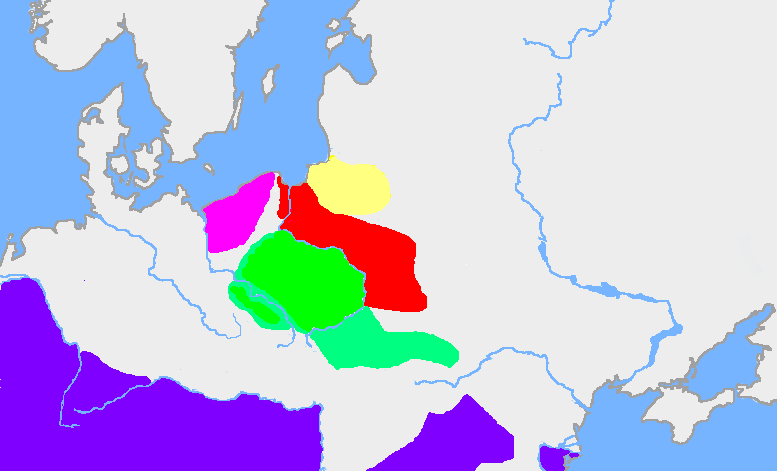
A área em verde no mapa representa a cultura de Przeworsk na primeira metade do século III. a área em vermelho representa a extensão da cultura de Wielbark, a área em amarelo uma cultura báltica (iatvínguia?), e a área em rosa representa a cultura de Dębczyn. A região em azul escuro é o Império Romano.

A cultura de Przeworsk faz parte de um complexo arqueológico de culturas da Idade do Ferro que datam do século II a.C. ao século V d.C.. Localizou-se na região central e sul da atual Polônia, e posteriormente se expandiu para partes do leste da Eslováquia para a Rutênia Cárpata, entre o Oder e o médio e alto Vístula, chegando até os rios Dniester e Tisza. Recebeu o nome da vila de Przeworsk, onde os primeiros artefatos da cultura foram descobertos.

## Influências
Os acadêmicos vêem a cultura de Przeworsk como um ámalgama de diversas culturas localizadas. A continuidade com a cultura da Pomerânia, que a precedeu, pode ser observada, embora tenha sido modificada por influências significativas das culturas La Tène e Jastorf.
A leste, no atual norte da Ucrânia e sul da Bielorrússia, localizava-se a cultura de Zarubintsy, associada a um complexo arqueológico maior. Boa parte destas regiões foram absorvidas posteriormente pela cultura de Wielbark.

## Filiação étnica
Os autores do período romano relatam que a região era ocupada pelos vênetos, bem como pelos lúgios, mais a sul. Os burgúndios e vândalos também teriam se estabelecido em partes da região, aproximadamente durante o fim deste período cultural, antes de sua célebre migração para outros locais do mundo romano.
Os estudiosos do século XX frequentemente se envolveram em disputas acirradas sobre quais seriam os povos associados com a cultura de Przeworsk. Um esforço considerável foi empreendido no passado para caracterizá-lo como pertencendo a uma comunidade falante do eslavo (antigos eslavos), enquanto os acadêmicos alemães a associavam os vândalos e burgúndios. Parece impossível, no entanto, acreditar que um único povo possa ter estado por trás de uma zona tão ampla em território e variada em cultura; os estudiosos contemporâneos tendem a assinalar esta cultura a uma associação de tribos de origem proto-eslávica, germânica e céltica.